# Sanktuarium (film 1997)
Sanktuarium (tytuł oryg. Sanctuary) – kanadyjsko-amerykański film fabularny z 1997 roku.

## Opis fabuły
Luke Connelly (Mark Dacascos) jest młodym księdzem. Nikt z jego parafian nie wie, że jako mały chłopiec − sierota − trafił do grupy dzieci szkolonych na tajnych agentów. Z czasem stał się jednym z najlepiej wyszkolonych tajnych funkcjonariuszy, których CIA wykorzystywała w akcjach na terenie USA. Luke uczestniczył w pewnej tajnej misji, w której zginęła jedna z agentek. Nie mogąc pogodzić się z tą sytuacją, sfingował własną śmierć i schronił się w szeregach kościoła. Zanim zniknął, zabrał dowody mogące zaszkodzić własnej organizacji.

## Realizacja i wydanie filmu
Sanktuarium kręcono w Toronto w prowincji Ontario (Kanada). Film został wyprodukowany przez firmę Apple Creek Productions, jego dystrybucji w Stanach Zjednoczonych podjęło się Sterling Home Entertainment.